# کریستوفر هیچنز
کریستوفر اریک هیچنز (به انگلیسی: Christopher Eric Hitchens) (زاده ۱۳ آوریل ۱۹۴۹ – درگذشته ۱۵ دسامبر ۲۰۱۱) نویسنده، منتقد و روزنامه‌نگار انگلیسی-آمریکایی و از پیشتازان مکتب ضدخدایی و خداناباوری نو بود.
اعتقادات و اظهار نظرهای بی پروا و خاص او سبب شهرتش شد؛ همچون اعتقاد به دخالت نظامی آمریکا در کشورهای دیگر برای پیشگیری از گسترش تروریسم یا انتشار مقالات و کتب ضدخدا و مذهب که شدیداللحن بودند و دیدگاه بسیاری از میانه‌روهای بیخدا را نیز معتدل جلوه می‌داد.
او دانش‌آموخته دانشگاه آکسفورد بود. انگلیسی‌الاصل بود و علی‌رغم سابقه چپ، در اواخر عمر از نظر سیاسی با محافظه کاران آمریکایی اغلب در یک گروه قرار داشت. هیچنز برای مجلاتی چون آتلانتیک، ونیتی‌فر، سلیت، ورلد افرز و نیشن مقاله می‌نوشت. او از تحسین گران افرادی چون جورج اورول، تامس پین، و تامس جفرسن و از منتقدان به نام مادر ترزا، بیل کلینتون و هنری کیسینجر محسوب می‌گشت. گرایشهای چپ گرایانه هیچنز پس از فتوای خمینی دربارهٔ نویسنده انگلیسی، سلمان رشدی و آنچه وی موضع‌گیری ملایم اروپا در رویارویی با آن فتوا نامید، رو به سردی گذاشت و همانگونه که اشاره شد، پس از حمله تروریستی یازدهم سپتامبر سال ۲۰۰۱ میلادی نیز او به شکلی آشکار سیاست خارجی مداخله جویانه در مقابل آنچه او «فاشیسم با چهره‌ای اسلامی» نامید را پذیرا گشت. وی حدود یک سال با نوآم چامسکی به مناظره قلمی در این ارتباط پرداخت تا در نهایت از مجله «دِ نیشن» بیرون رفت و آنان را به ناآگاهی از وضعیت متهم نمود.
هیچنز خود را ضدخدا می‌نامید و می‌گفت: «فرد می‌تواند بی خدا باشد و در همان حال آرزو کند که ای کاش باور به خدا راست بود، حال آن که یک ضد خدا کسی است که بسیار از این موضوع که شاهدی بر وجود خدا وجود ندارد خرسند است.» او معتقد بود که موضوع خدا یا یک وجود برتر، اعتقادی تمامیت خواهانه و ویرانگر آزادی‌های فردی است. او باور داشت که آزادی بیان و یافته‌های علمی باید جایگزین مذهب به عنوان تشریح‌کننده اخلاق و تمدن بشری گردند.
کتاب مشهور وی «خداوند بزرگ‌مرتبه نیست: چگونه دین و مذهب همه چیز را مسموم می‌کند» (God is not Great: How Religion Poisons Everything) می‌باشد. در آن کتاب، وی به شکلی فراگیر به موضوع بی خدایی و ریشه و طبیعت مذهب پرداخته‌است. عنوان فرعی این کتاب «دین چگونه همه چیز را مسموم می‌کند؟» بود.
او در یک گفتگوی تلویزیونی در این‌باره گفت: «من عنوان این کتاب را برای خوشامد ناشرها انتخاب نکردم. به معنی کامل کلمه بر این باورم که دین زندگی ما را آلوده می‌کند. دین می‌خواهد به ما بگوید که نمی‌توانیم بدون یک آقابالاسر، آدم‌هایی اخلاقی باشیم. بدون او نمی‌توانیم با هم خوب باشیم و باید بترسیم.»
آخرین کتاب هیچنز «هیچ-۲۲ یک شرح حال» در ماه ژوئن سال ۲۰۱۰ منتشر گردید. تور تبلیغاتی کتاب در همان ماه به دلیل وضع بدنی هیچنز ناتمام ماند. در ژوئیهٔ سال ۲۰۱۰، هیچنز در وبسایت خود اعلام کرد که او اخیراً مبتلا به بیماری سرطان مری شده‌است.
کریستوفر هیچنز در ۱۵ دسامبر ۲۰۱۱ در سن ۶۲ سالگی به دلیل ابتلا به سرطان مری در گذشت.

## دیدگاه‌ها

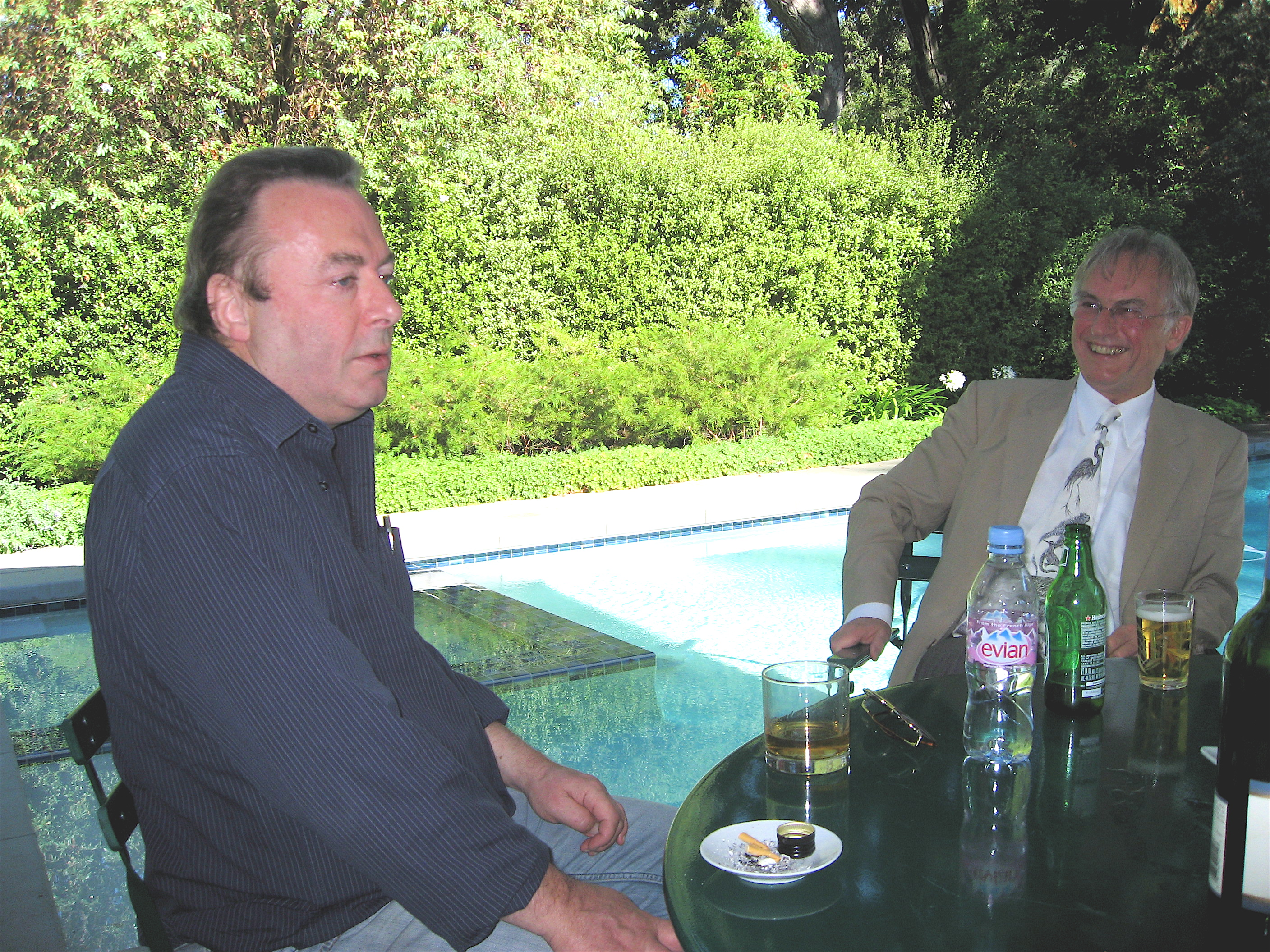
همنشینی با دوستش ریچارد داوکینز

### افراد خاص
یکی از ویژگی‌های شناخته شده هیچنز انتقادات تند و تیز وی از افراد معروف بود. او سه کتاب مجزا در انتقاد از بیل کلینتون، هنری کیسینجر و مادر ترزا نگاشت. از سوی دیگر وی مقالاتی طولانی و مثبت دربارهٔ اورول، پین و جفرسن نوشت. با این حال بیشتر انتقادات هیچنز به صورت ابراز عقیده‌های کوتاه می‌باشند. از افرادی که مورد انتقاد وی قرار گرفته‌اند می‌توان به جورج گالووی، مل گیبسن، مایکل مور، تنزین گیاتسو (دالایی لامای چهاردهم) و رونالد ریگان اشاره کرد.
در ابتدای کتاب خدا بزرگ نیست یک رباعی از خیام می‌آورد و در یکی از مناظره‌ها خیام را به عنوان مبارز علیه عقاید قدیمی آن دوران می‌ستاید.

### مذهب
هیچنز انتقادات خود را به شکلی بی پرده در مورد ادیان ابراهیمی یا آنچه خود” سه یکتاپرستی بزرگ “می‌نامد بیان می‌کند. او انتقادات خود را در کتابش به نام خدا بزرگ مرتبه نیست به سایر ادیان همچون هندوئیسم گسترش داد. کتاب وی بازتابی گسترده داشت و طیفی از ستایش (نیویورک تایمز وی را به جهت «غنای منطقی و پیچیدگی» ستود) تا انتقاد شدید (فایننشال تایمز او را «دون‌مایه از جنبه ذهنی و اخلاقی» نامید) را دربر گرفت. هیچنز مذاهب سازمان یافته را «سرچشمه تنفر در جهان» می‌شناسد. کتاب وی او را در زمرهٔ صاحبنظران و مدافعین اصلی بی‌خدایی نوین قرار داده‌است. او کتاب خدا بزرگ مرتبه نیست را با ترجمه یکی از رباعیات عمر خیام نیشابوری آغاز کرده‌است. او در کتابش ذکر می‌کند که مذهب یکی از عوامل قتل‌عام است و در پاسخ به پرسش دنیس پراگر هنگامی که پرسید «فرض کنید که شب هنگام در یک شهر غریب، تنها در حال پرسه زدن در خیابان باشید و گروهی به شما نزدیک شوند. آیا دانستن این نکته که آن گروه از مراسمی مذهبی برمی گردند سبب می‌شود که شما بیشتر احساس امنیت کنید یا برعکس، سبب می‌شود که بیشتر احساس خطر کنید؟» چنین پاسخ می‌دهد: «اگر گزینه را تنها به شهرهایی که با حرف ب آغاز می‌گردند محدود کنیم، باید بگویم که من چنین تجربه‌ای را در شهرهای بلفاست، بیروت، بمبئی، بلگراد، بیت اللحم و بغداد داشته‌ام و در تمامی موارد آگاهی از این که گروه مردانی که در گرگ و میش غروب در حال نزدیک شدن به من بودند از مراسم مذهبی خود برمی‌گشتند، موجب احساس ناامنی شدید من می‌شد.»
از دیدگاه هیچنز هیچ سندی برای هیچ‌یک از دعاوی مربوط به معجزات نسبت داده شده به محمد پیامبر اسلام و منشأ مافوق طبیعی قرآن وجود ندارد. او اسلام را مذهبی ساختگی از سوی محمد یا پیروانش می‌داند و حدیث را برگرفته از حکمت موجود در آن روزگار که در سراسر کشورهای عربی و ایران گسترش داشته‌است در نظر می‌گیرد.
او همچنین مذهب را مضر برای کودکان می‌داند و از شیوهٔ بزرگسالان برای ایجاد وحشت در کودکان به وسیلهٔ مذهب انتقاد می‌نماید.

## زندگی و حرفه

### سنین جوانی و تحصیل
هیچنز پسر بزرگ خانواده بود و در شهر پورتمورث همپشایر متولد شد. حتی در زمان کودکی کریستوفر با برادرش، روزنامه‌نگار مسیحی و محافظه کار اجتماعی پیتر هیچنز، رابطه خوبی نداشتند. والدین او اریک ارنست هیچنز (۱۹۰۹–۱۹۸۷) و یواون جین هیچنز (۱۹۲۱–۱۹۷۳) در اسکاتلند یکدیگر را ملاقات کردند و هر دو در جنگ جهانی دوم در نیروی دریایی خدمت می‌کردند. کریستوفر اغلب اریک را «فرمانده» خطاب می‌کند.

### حرفهٔ روزنامه‌نگاری در انگلستان (۱۹۷۱–۱۹۸۱)
هیچنز در اوایل کار خود به عنوان خبرنگار برای مجله بین‌المللی سوسیالیسم که توسط سوسیالیست‌های بین‌المللی، پیشگامان حزب کارگران سوسیالیست بریتانیا، منتشر شده‌است، شروع به کار کرد.

### نوشته‌های آمریکایی (۱۹۸۱–۲۰۱۱)
هیچنز در سال ۱۹۸۱ به عنوان بخشی از یک برنامهٔ مبادلهٔ ویرایشی بین Newstatesman و the nation به ایالات متحده آمریکا رفت. او پس از پیوستن به " the nation" نقدهایی بر رونالد ریگان، جورج دبلیو بوش و سیاست‌های خارجی آمریکا در آمریکای جنوبی و مرکزی نوشت. او در سال ۱۹۹۲ سردبیر مجله Vanity fair شد و ده ستون در یک سال نوشت و " the nation" را در سال ۲۰۰۲ پس از مخالفت شدید دیگر همکاران با جنگ عراق ترک کرد.

### بررسی ادبی
هیچنز یک مقاله در مجلهٔ The Atlantic نوشت و گاهی اوقات به دیگر مجلات ادبی نیز کمک کرد. یکی از کتابهای او «قوانین ناشناخته» می‌باشد که عموم نویسندگان این آثار را جمع‌آوری کردند.

## دیدگاه‌های سیاسی
در سال ۲۰۰۹ از هیچنز در مجلهٔ فوربز به عنوان یکی از ۲۵ لیبرال با نفوذ رسانه‌های ایالات متحده آمریکا نام برد. و در همان مقاله خاطر نشان شد که او در این لیست خواهد ماند. زیرا این رادیکالیسم خودخواهانهٔ خود را به لیبرالیسم محدود می‌کند. دیدگاه‌های سیاسی هیچنز نیز در نوشته‌های متنوع او ظاهر می‌شود که شامل گفتگوهای بسیاری است.

## نوشته‌ها در مورد افراد خاص
هیچنز مقالات بیوگرافی بلندی یک کتاب در مورد نویسنده آمریکایی توماس جفرسون، توماس پین نویسندهٔ بیوگرافی حقوق بشر و جورج اورول (که چرا جورج اورول شخصیتی مهم است) نوشته‌است.

## زندگی شخصی
خانوادهٔ مادری از تبار یهودیان مهاجر است و اجداد یهودی اش به اروپای شرقی (از جمله لهستان) مهاجرت نموده‌اند. هیچنز دو بار ازدواج کرد. ازدواج اول او با Eleni Heleagrou یک دو رگهٔ قبرسی یونانی در سال ۱۹۸۱ بود و حاصل این ازدواج یک پسر به نام الکساندر و یک دختر به نام سوفیا بود. در سال ۱۹۹۱ هیچنز برای بار دوم با کارول بلو که یک فیلمنامه نویسندهٔ آمریکایی بود ازدواج کرد. مراسم آنها در آپارتمان ویکتور ناواسکی، سردبیر مجلهٔ " the nation"، برگزار شدو آنها صاحب دختری به نام آنتونیا شدند. در نوامبر سال ۱۹۷۳ مادر هیچنز به همراه معشوقهٔ روحانی خود به نام تیموتی برایان خودکشی کردند. یکی از آنها بر اثر مصرف زیاد قرص‌های خواب‌آور در اتاق هتل پیدا شد و برایان نیز با مچ دست بریده شده در وان حمام پیدا شد. هیچنز به تنهایی به آتن پرواز کرد تا بدن مادرش را بازیابد. ابتدا تحت تأثیر این امر که مادرش کشته شده، قرار گرفت. هر دو فرزند پس از آن به‌طور مستقل بزرگ شدند. 

## بیماری و مرگ
در ماه ژوئن سال ۲۰۱۰ هیچنز در توری در نیویورک اعلام نمود تحت مراقبت و درمان برای بیماری سرطان بوده و همچنین اظهار کرد که در سالهای نوجوانی شدیداً سیگار و نوشیدنی مصرف می‌کرده و به گفتهٔ خود یکی از احتمالات بیماری اش نیز همین بوده‌است. در طی بیماری اش، هیچنز تحت مراقبت فرانسیس کولینز قرار گرفت و نمونهٔ داوطلبانه آزمایش جدید کولینز در درمان جدید سرطان بود؛ که ژنوم انسان را شناسایی کرده و به‌طور انتخابی DNA آسیب دیده را هدف قرار می‌دهد.هیچنز تجربه دست‌وپنجه نرم کردن با سرطان و چند ماه انتهایی عمرش را در قالب چندین مقاله در مجله ونیتی‌فر به رشته تحریر درآورد که سپس در کتابی به نام میرایی (Mortality) منتشر شدند.

### عکس العمل‌ها در مورد مرگ وی
تونی بلر نخست‌وزیر سابق بریتانیا گفت: «کریستوفر هیچنز یک نمونه خاص با شخصیت منحصر به فرد است، مخلوطی شگفت‌انگیز از یک نویسنده، روزنامه‌نگار و منتقد است او در جستجوی حقیقت در مورد چیزی که به آن معتقد بود و هیچ اعتقادی نبود که وی از آن با اشتیاق و تعهد و درخشندگی طرفداری نکرده باشد. او را باید به عنوان یک انسان فوق‌العاده و فریبنده شناخت.»
ریچارد داوکینز یکی از دوستان هیچنز بیان داشت که «من فکر می‌کنم که او یکی از بزرگترین سخنرانان تمام دوران بود. او فیلسوفی عجیب و غریب با تخیلات فوق‌العاده، بسیار آگاه و مبارز شجاع علیه همه ستمکاران بود.»
فیزیکدان و کیهان‌شناس آمریکایی لاورنس کراوس گفت: «کریستوفر چراغ دانش و نور در جهان است که به‌طور مداوم خاموش کردن هر دو را تهدید می‌کند. او شجاعت پذیرش جهان را همانگونه که هست و نه آنچه که می‌خواست باشد را داشت، که بالاترین ستایش است. به عقیده من او فهمید که جهان اهمیتی به وجود یا رفاه ما نمی‌دهد. او متوجه این واقعیت شد که زندگی ما دارای معنایی است و ما هستیم که به آن معنا می‌دهیم.»